# Armée des Comnènes
L'armée byzantine sous les Comnènes est l'armée byzantine lors de la dynastie des Comnènes commençant avec Alexis Ier Comnène en 1081. C'est ce dernier qui réforme profondément l'armée à la fin du XIe siècle et au début du XIIe siècle. Ses réformes sont approfondies sous ses successeurs Jean II Comnène et Manuel Ier Comnène. Alexis bâtit une nouvelle armée qui remplace complètement l'ancien modèle militaire byzantin. L'armée des Comnènes est primordiale dans la restauration de l'Empire byzantin sous cette dynastie et elle est déployée dans les Balkans, en Italie, en Hongrie, en Russie, en Anatolie, en Syrie, en Terre sainte et en Égypte. 

## Introduction
À l'aube de l'ère Comnène en 1081, le territoire de l'Empire byzantin s'est considérablement rétracté. Entouré d'ennemis, ruiné financièrement par une longue période de guerre civile, l'avenir de l'empire apparaît incertain. De surcroît, l'Empire byzantin n'est qu'un pâle reflet de sa forme passée. Au cours du XIe siècle, des décennies de paix et de négligence ont entraîné une réduction des vieilles forces thématiques. En outre, l'anarchie politique et militaire qui suit la bataille de Mantzikert en 1071 a détruit les tagmata professionnelles, le cœur de l'armée byzantine. À Manzikert, les unités vieilles de plusieurs siècles et dont les origines remontent parfois à l'Empire romain sont anéanties. La perte de l'Asie Mineure prive l'Empire byzantin de sa principale terre de recrutement. Dans le même temps, l'Empire byzantin est exposé dans les Balkans aux invasions du royaume normand de Sicile, aux visées expansionnistes de la principauté de Dioclée et aux raids petchénègues traversant le Danube.
L'année la plus noire de l'armée byzantine intervient en 1091 quand Alexis ne peut aligner que 500 soldats issus des forces professionnelles de l'empire. Elles forment le noyau de l'armée en plus des domestiques des parents d'Alexis et des nobles enrôlés dans l'armée. L'armée byzantine est aussi soutenue par de nombreux Coumans. Cette force hétéroclite remporte la bataille de la colline de Lebounion contre les Petchénègues. Cependant, grâce à leurs compétences, leur détermination et à des années de campagnes, Alexis, Jean et Manuel Comnène parviennent à restaurer la puissance militaire byzantine. Toutefois, lors de ses premières années, ce processus ne peut être perçu comme un plan structuré visant à refonder l'armée. En effet, Alexis est souvent contraint de réagir aux évènements au lieu de les contrôler et les changements qu'il met en œuvre dans le domaine militaire sont très souvent imposés par la nécessité immédiate.
Cette nouvelle armée est constituée d'un noyau de troupes professionnelles et disciplinées. Il comprend des unités de la garde redoutables comme la Garde varangienne, les Athanatoi (une unité de cavalerie lourde positionnée à Constantinople), les Vardariotai et les Archontopouloi recrutés parmi les fils d'officiers byzantins morts au combat. On retrouve aussi des régiments de mercenaires et d'autres unités de soldats professionnels issus des provinces de l'empire. Parmi celles-ci, on trouve la cavalerie des cataphractaires venant de Macédoine, de Thrace et de Thessalie. Ce phénomène peut être vu comme les débuts de la féodalisation de l'armée byzantine. L'octroi de propriétés en pronoia dont les terres, ou plus précisément les revenus de celles-ci, sont garantis en échange d'obligations militaires devient un élément majeur de l'infrastructure militaire vers la fin de la période des Comnènes. Ce processus ne fait que s'accroître par la suite. 
Bien que l'ère Comnène se caractérise par des guerres constantes, elle est étonnement dénuée de tout traités militaires qui semblent disparaître au cours du XIe siècle. Ainsi, à la différence des époques précédentes, on ne possède pas les descriptions détaillées des tactiques et de l'équipement militaires byzantins. Les informations concernant les aspects militaires de l'époque des Comnènes peuvent être tirées de commentaires issus de la littérature biographique et historique de l'époque, des panégyriques de cour et des preuves picturales.

## Effectifs
Lors du règne d'Alexis Ier, l'armée de campagne comprend approximativement 20 000 hommes. À la fin du règne de Jean II, l'ensemble de l'armée byzantine compte aux alentours de 50 000 hommes et à la mort de Manuel, dont les campagnes fréquentes sont menées à grande échelle, l'armée est probablement bien plus grande. Les historiens modernes estiment la taille des armées des Comnènes en campagne à 15 000 ou 20 000 hommes. En 1176, Manuel parvient à rassembler autour de 35 à 45 000 hommes dont 25 000 Byzantins, le reste étant constitué de contingents alliés venant de Hongrie, Serbie et de la principauté d'Antioche. Toutefois, cette situation est un cas exceptionnel. Au cours de cette période, les provinces européennes des Balkans peuvent fournir plus de 6 000 cavaliers au total, soit à peu près autant que les effectifs issus des provinces asiatiques. Cela permet de chiffrer la cavalerie byzantine à 12 000 environ, sans compter les contingents alliés. En 1200, l'armée de campagne se chiffre à 30 000 hommes tandis que l'armée entière est estimée à 60 000 hommes (dont 15 000 mercenaires). Enfin, Constantinople est défendue par une garnison permanente de 10 000 hommes auxquels s'ajoutent les 5 000 hommes de la Garde varangienne positionnés dans les palais impériaux.

## Structure

### Hiérarchie du commandement et composition des unités
Sous la direction de l'empereur, le commandant en chef de l'armée est le grand domestique. Son commandant en second est le protostrator. Le chef de la marine est le mégaduc, également commandant militaire de la Crète, des îles de la mer Égée et des régions méridionales de la Grèce continentale. Les provinces et les forces armées qu'elles abritent sont dirigées par un doux (duc) ou un catépan (bien que ce titre soit parfois conféré au gouverneur au rang inférieur au doux), officier militaire détenant une autorité civile. Une localité fortifiée ou une forteresse est commandée par un officier portant de titre de kastrophylax (gardien de château). D'autres commandants aux grades inférieurs, à l'exception de certains titres archaïques, sont connus par la taille de l'unité qu'ils commandent. Ainsi en est-il du tagmatarches commandant une tagma (un régiment). Le commandant de la Garde varangienne possède un titre particulier, celui d'akolouthos (acolyte) indiquant sa proximité personnelle avec l'empereur. 
Durant l'ère Comnène, les termes originels désignant les unités de base de la cavalerie byzantine comme le bandon et le moira disparaissent progressivement pour être remplacés par l' allagion qui compterait entre 300 et 500 hommes. L'allagion, dirigé par un allagatōr, est probablement divisé en unités de 100, 50 et 10 hommes. Lors des campagnes, les allagia peuvent être regroupés (souvent par groupes de trois) en des unités plus grandes appelées taxeis, syntaxeis, lochoi ou tagmata. L'unité d'infanterie est le taxiarcha, mentionnée pour la première fois sous Nicéphore II Phocas et qui compte théoriquement 1 000 hommes. Elle est placée sous le commandement d'un taxiarchēs.

### Unités de la garde
La plupart des premières unités de la garde ne survivent pas au règne d'Alexis Ier. Les Scholai, les Immortels (athanatoi) et les Excubites ne sont pas mentionnés lors des règnes de ses successeurs immédiats. Parmi les exceptions notables figurent la Garde varangienne et les vestiaritai, et probablement les archontopouloi. L'hetaireia (littéralement : « les compagnons ») dirigée par le Grand Hétériarque est encore mentionnée bien qu'elle ne soit déjà plus qu'un ensemble d'unités individuelles désigné par un titre administratif plus qu'un régiment en tant quel. À cette époque, la Garde varangienne est composée d'Anglais, de Russes et de Scandinaves et compte 5 000 hommes. Immédiatement après la bataille de Dyrrachium, Alexis recrute 2 000 hommes pour former la tagma des archontopouloi. Les Vardariotes, une unité de cavalerie constituée à l'origine de Magyars christianisés de la vallée du Vardar est constituée plus tardivement, probablement sous le règne de Jean II. Ils sont commandés par un officier occupant le rang de primmikērios. Sous les Comnènes, une catégorie de personnes connue sous le nom d' oikeioi (« ceux du foyer ») gagne en importance. Lorsqu'ils sont mobilisés en période de guerre, ils sont l'équivalent des chevaliers occidentaux et auraient servi comme cataphractaires. Ces troupes domestiques pourraient avoir inclus la suite personnelle de l'empereur, ses parents et ses proches conseillers eux-mêmes accompagnés de leur suite personnelle. On peut y rajouter les jeunes aristocrates attachés à la cour et probablement les vestiaritai. Les oikeioi auraient été armés avec les meilleures armes et armures, et montaient les meilleurs chevaux disponibles. Bien que l' oikos ne constitue pas formellement un régiment, elle n'en reste pas moins une unité redoutable. Cependant, elle ne semble intervenir que dans les cas où l'empereur participe en personne aux campagnes. Les officiers des vestiaritai se voient octroyés le titre de sébaste, très important dans la hiérarchie impériale, et deux d'entre eux, Andronic Lampardas et Alexis Pétraliphas, sont deux généraux importants. Sous Alexis Ier, et probablement aussi sous ses successeurs, l'oikos impériale sert aussi comme une sorte d'état-major pour entraîner les jeunes officiers prometteurs. Ainsi, Alexis prend 300 jeunes officiers à son service qu'il entraîne personnellement. Lors de la campagne contre Bohémond en 1107-1108, les meilleurs de ces officiers dirigent les forces chargées de contenir les forces normandes sur les côtes albanaises. Le résultat victorieux de cette campagne est probablement du en partie à la discipline croissante au sein des forces byzantines, du fait de la qualité de leurs commandants.

### Régiments autochtones
Au cours du XIe siècle, les unités composées de soldats-fermiers appartenant aux thèmes (les provinces militaires) sont largement remplacées par des tagmata professionnelles et plus petites. Du fait de l'anarchie politique et militaire de la fin du XIe siècle, seules les tagmata du sud des Balkans survivent. Ces régiments, dont les soldats peuvent être considérés comme des mercenaires autochtones, deviennent une composante intégrale de l'armée centrale et de nombreuses armées de campagne sous les Comnènes. Parmi ces régiments, ceux de Macédoine, de Thrace et de Thessalie sont les plus notables. Bien que levées dans des provinces particulières, ces unités ont depuis longtemps cessé d'être de simples unités locales de défense. Au fur et à mesure que les régions sont reconquises et de mieux en mieux contrôlées, des forces provinciales y sont rétablies. Lors du règne de Manuel Ier, l'historien Nicétas Choniatès mentionne que l'armée de campagne est divisée entre tagmata orientales et occidentales. Cela implique que les régiments réguliers sont les origines et l'organisation de l'infanterie autochtone de l'armée byzantine de l'époque sont mal connues. On sait qu'il existait un registre officiel des soldats servant dans l'infanterie mais leurs origines géographiques et les noms des unités ne sont pas mentionnés. La cavalerie étant organisée en unités régionales, il est probable que l'infanterie suive le même modèle. Il est possible que chaque tagma provinciale, comme celle décrite dans les sources sous les noms de « Légion Macédonienne » ou « Division Macédonienne », comprenne une taxiarcha d'infanterie (voire plus) aux côtés des contingents mieux connus de cavalerie lourde (kataphraktos).

### Régiments étrangers et contingents alliés

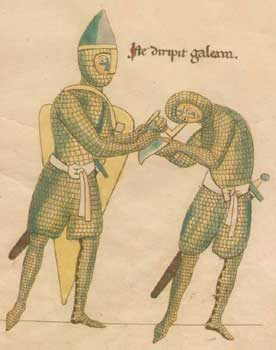
Chevaliers européens du XII.

L'armée centrale (basilika allagia ou taxeis) comprend aussi plusieurs tagmata de soldats étrangers, s'ajoutant aux unités de la garde et aux régiments dont les effectifs sont levés dans les différentes provinces. Parmi ces tagmata, on trouve le latinikon, une formation de cavalerie lourde composée de chevaliers occidentaux et de membres de familles d'origine occidentale au service de Byzance depuis des générations. Malgré cette origine étrangère, on ne peut considérer ces soldats comme des mercenaires. Ce sont essentiellement des soldats réguliers payés directement par le trésor impérial, la seule différence étant leur origine étrangère. Les tourkopouloi (« fils de Turcs ») sont une autre unité de ce type. Comme son nom l'indique, elle est composée de Turcs byzantinisés ou de mercenaires recrutés parmi les Seldjoukides. Une troisième unité est celle des skythikon recruté parmi les Petchénègues, les Coumans et les Ouzes des steppes ukrainiennes.
Dans le but d'accroître la taille de son armée, Alexis Ier recrute même 3 000 Pauliciens de Philippopolis et les incorpore dans la « tagma des Manichéens » tandis que 7 000 Turcs sont aussi engagés. Des mercenaires étrangers et les soldats étrangers fournis par les vassaux de l'empire (comme les Serbes et la principauté d'Antioche) servant sous leur propre commandement sont une autre facette de l'armée byzantine de l'époque. Ces troupes sont habituellement dirigées par un général comme partie intégrante de ses troupes, pour être associé avec d'autres unités aux capacités de combat similaires ou combiner pour former des unités de campagne mixtes. Toutefois, si le contingent étranger est particulièrement important et si son chef est une figure puissante et importante, alors il pouvait rester séparé. Ainsi, Baudouin d'Antioche dirige un important contingent composé d'Occidentaux (soldats de la principauté d'Antioche, Hongrois et autres « Latins ») dans l'armée byzantine lors de la bataille de Myrioképhalon. L'armée byzantine prend un soin particulier à mélanger les groupes ethniques au sein des formations composant l'armée de campagne, dans le but de minimiser le risque que tous les soldats d'une nationalité particulière ne changent de camp ou ne s'enfuient durant la bataille. Au cours de la première partie du XIIe siècle, il est demandé aux Serbes d'envoyer 300 cavaliers à chaque fois que l'empereur fait campagne en Asie Mineure. Ce nombre s'accroît après que Manuel a vaincu la rébellion serbe en 1150. Dès lors, 2 000 Serbes doivent se joindre aux campagnes byzantines en Europe et 500 aux campagnes en Anatolie. Vers la fin de la période Comnène, des soldats alains, sûrement des cavaliers, deviennent un élément important des armées byzantines. Enfin, il est notable de préciser qu'aucune mutinerie n'implique les troupes étrangères entre 1081 et 1185.

## Équipement: armes et armures

### Les armes
Les troupes de combat rapproché de l'infanterie et de la cavalerie utilisent une lance de taille variable, généralement connue sous le nom de kontarion. Une infanterie spéciale du nom de menavlatoi utilise une arme dotée d'un lourd manche appelée menavlion dont la nature précise est incertaine. Les menavlatoi sont mentionnés dans l'ouvrage ancien Sylloge Tacticorum mais ils pourraient exister encore sous les Comnènes. Les épées sont de deux types : le spathion qui est droite et à double tranchant diffère seulement dans les détails de la poignée par rapport à l'épée de guerre classique que l'on trouve en Europe occidentale. L'autre type d'épée est le paramērion qui semble être un sabre d'un seul tranchant, peut-être légèrement incurvé. La plupart des soldats byzantins portent probablement l'épée comme une arme secondaire, suspendue depuis un baudrier plutôt qu'à la ceinture. La cavalerie lourde est décrite (dans des écrits légèrement antérieurs à la période considérée) comme possédant à la fois le spathion et le paramerion. Certains fantassins légers dotés d'armes de jet utilisent une hache relativement légère (tzibourion) comme arme secondaire tandis que les Varangiens sont connus sous le nom de « Gardes porteurs de haches » du fait qu'ils utilisent une hache danoise à deux mains. Le rhomphaia, une arme à longue lame proche d'un couperet est porté par les gardes situés à proximité de l'empereur. La cavalerie lourde utilise aussi des masses. Ces dernières possèdent plusieurs noms dont : mantzoukion, apelatikion et siderorabdion ce qui suggère que ces armes sont différemment conçues.
Les armes de jet incluent un javelot, le riptarion, utilisé par l'infanterie légère et de puissants arcs composites utilisés par l'infanterie et la cavalerie. Les premiers arcs byzantins sont d'origines hunnique mais sous les Comnènes, les arcs aux formes proches de ceux des Turcs se propagent.

### Les engins de siège

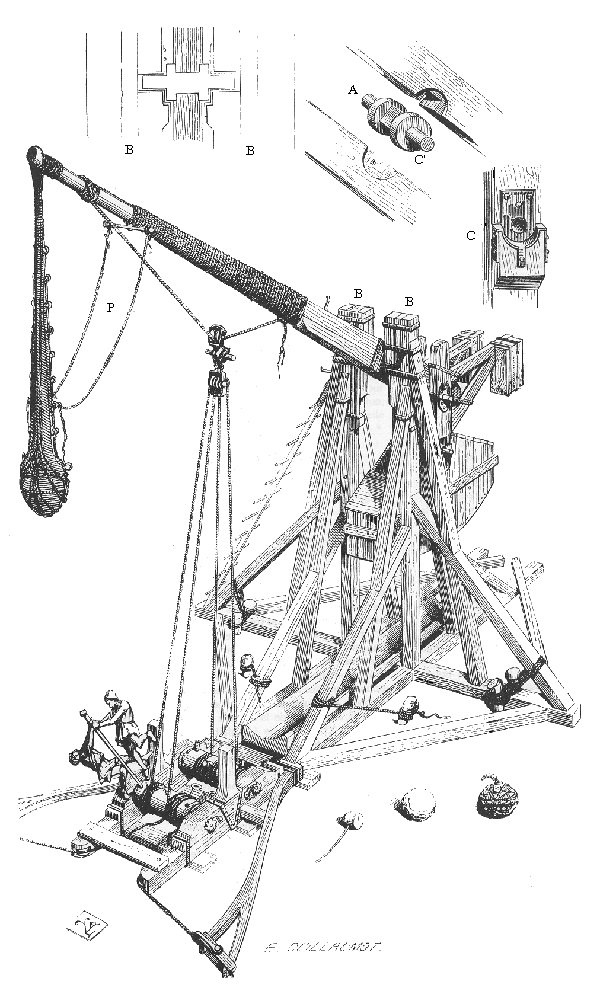
Un trébuchet à contrepoids.

L'armée des Comnènes possède de puissants engins de siège particulièrement craints par leurs ennemis orientaux. Parmi ces engins figurent des catapultes capables de lancer des pierres et des projectiles enflammés pour assaillir les forteresses ennemies et les cités fortifiées. Ils servent aussi à la défense des positions fortifiées byzantines. 
Selon les récits contemporains, la plupart des engins les plus remarquables sont les trébuchets, souvent appelés helepolis (« preneurs de villes »). Le développement du trébuchet, dont les plus grands sont capables d'abattre les murailles défensives de l'époque, est attribué aux Byzantins par les chroniqueurs occidentaux. Le trébuchet à contrepoids plus puissant et plus précis est aussi connu des Byzantins. 
De plus, les Byzantins utilisent aussi des machines lançant des projectiles enflammés à de longue distance contre les soldats adverses. Parmi ces engins figurent les grandes arbalètes souvent montées sur un châssis mobile ainsi que le skein bow ou le springald, une sorte de baliste. Les artilleurs de l'armée byzantine ont un statut élevé et sont décrits comme des « hommes illustres ». L'empereur Jean II et les généraux Étienne et Andronic Kontostéphanos qui possèdent tous deux le rang de mégaduc sont mentionnés comme manœuvrant eux-mêmes des engins de siège.

## Différentes troupes

### Les Varègues

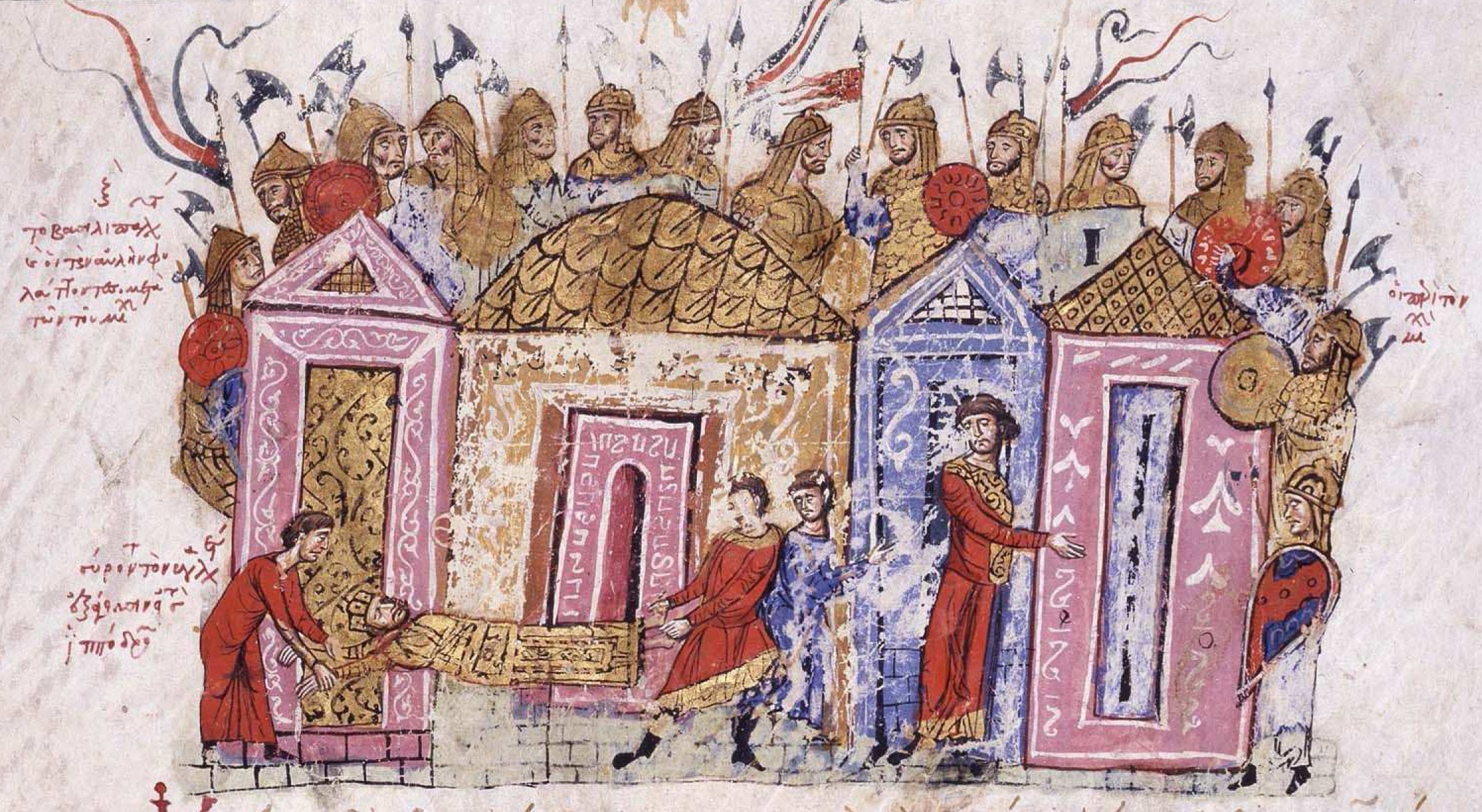
Les gardes varègues et leurs haches danoises positionnés autour d'un palais byzantin.

La Garde varangienne ou garde varègue est l'élite de l'infanterie. En campagne, ils opèrent en tant qu'unité d'infanterie lourde. Ils possèdent une bonne armure et sont protégés par de longs boucliers, armés de lances et de leurs haches danoises à deux mains. À la différence des autres unités byzantines d'infanterie lourde, la Garde varangienne est, en campagne, principalement utilisée dans un rôle offensif. Dans les deux batailles où l'unité est mentionnée comme jouant un rôle important, elle lance des attaques agressives. À Dyrrachium, elle vainc une charge de la cavalerie normande. Toutefois, leur contre-attaque qui s'ensuit est poussée trop loin et, se rendant compte qu'ils n'ont pas de soutien, ils sont mis en déroute. À Beroia, les Varègues ont plus de succès. Avec Jean II à leur tête, ils assaillent le wagenburg petchénègue et coupe la retraite de leurs adversaires, remportant ainsi une victoire complète,. Il est probable, étant donné leur statut de troupes d'élite et leur présence constante auprès de l'empereur, que les Varègues avancent à cheval bien qu'ils combattent habituellement à pied. Il est estimé qu'au cours du règne d'Alexis, entre 4 000 et 5 000 Varègues rejoignent l'armée byzantine. Avant qu'il ne marche pour libérer Dyrrachium en 1081, l'empereur laisse 3 000 Varègues en garnison à Constantinople. Après la défaite, Alexis laisse 500 Varègues en garnison à Kastoria dans une vaine tentative de bloquer l'avance normande. À Dyrrachium, 1 400 Varègues sont présents contre seulement 480 à 540 à Beroia. Cela implique que les empereurs n'emmènent avec eux qu'autour de 500 Varègues pour leur protection personnelle lors des campagnes, à moins qu'ils aient besoin d'une puissance force d'infanterie. Une garnison de Varègues est aussi positionnée dans la cité de Paphos à Chypre sous la dynastie des Comnènes, jusqu'à ce que l'île soit conquise par le roi Richard Cœur de Lion.

### Infanterie lourde byzantine
L'infanterie lourde est presque absente des sources contemporaines. Sous les Macédoniens, un fantassin lourd est décrit sous le nom de skoutatos (porteur de bouclier) ou hoplites. Ces termes ne sont pas mentionnés dans les sources du XIIe siècle. Choniatès utilise les mots kontophoros et lonchephoros (porteur de lance). Toutefois, Choniatès utilise un style littéraire qui n'est pas forcément équivalent à la terminologie technique de l'époque. L'infanterie lourde byzantine est armée d'une longue lance (kontos ou kontarion) mais il est possible qu'une minorité ait été armée avec une arme d'hast. Les fantassins portent de larges boucliers et sont dotés d'autant d'armures que possible. Ceux qui sont en première ligne pourraient avoir possédé une armure en métal, peut-être même un klivanion. Le rôle de tels fantassins, arrangés en rangs serrés, est principalement défensif. Ils forment une sorte de rempart qui peut résister aux charges de la cavalerie lourde ennemi ainsi qu'une base mobile depuis laquelle la cavalerie et d'autres troupes plus mobiles peuvent monter des attaques et derrière laquelle ils peuvent se rassembler.

### Cavalerie
Les premiers cavaliers lourds byzantins qui combinent l'utilisation d'un arc avec une lance pour le combat rapproché, semblent disparaître avant l'arrivée des Comnènes. Le cavalier lourd emblématique de l'armée Comnène est armé d'une lance, bien que des archers à cheval dotés d'armures continuent d'être employés.

#### Cavalerie lourde
La cavalerie lourde est l'élite sociale et militaire de l'ensemble de l'armée. La charge de ses membres armés de lances et la mêlée qui s'ensuit sont souvent décisives lors des batailles. La cavalerie lourde de l'armée Comnène est de deux origines : d'abord latine avec les chevaliers et byzantine avec les cataphractaires (kataphraktoi).

##### Chevaliers latins
La cavalerie lourde latine est recrutée parmi les guerriers et les chevaliers d'Italie, de France, d'Allemagne, des États latins d'Orient et des Pays-Bas. Les Byzantins considèrent que les Francs sont de plus redoutables guerriers à cheval que les Allemands. Plusieurs cavaliers latins forment une partie de l'armée régulière de l'empire et sont soutenus en étant payés par la trésorerie impériale ou par la dotation de pronoia. Ils sont organisés en régiments. La cavalerie lourde régulière latine est une composante de la garde avec les Latins et les descendants d'Occidentaux que l'on peut trouver dans les palais impériaux. Les autres sont regroupés dans une formation connue par la suite sous le nom de latinikon. En outre, des groupes de chevaliers mercenaires sont souvent engagés pour la durée d'une campagne. La charge des chevaliers occidentaux est l'objet d'une grande admiration par les Byzantins. Anne Comnène déclare ainsi que « Un Kelt (un archaïsme pour Normand ou Franc) monté est irrésistible ; il pourrait tracer sa voie à travers les murs de Babylone ». L'équipement et les tactiques des Latins sont identiques à ceux de leurs régions d'origine, bien que plus ils sont au service de Byzance depuis longtemps, plus leur apparence et leur équipement est proche des standards byzantins. Plusieurs soldats latins comme le Normand Roger deviennent pleinement intégrés dans la société byzantine. Leurs descendants, dont le général Alexis Pétraliphas et l'amiral Constantin Frangopoulos (fils de Franc) continuent d'être employés dans l'armée. Le fils du chevalier Roger, Jean Roger Dalassène, se marie à une fille de Jean II, devient césar et tente même de prétendre au trône impérial sans succès.

##### Koursores

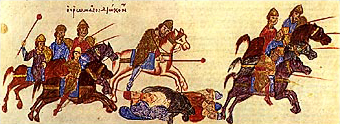
Cavaliers byzantins armés de masses poursuivant l'ennemi. Illustration issue du manuscrit Skylitzès.

Un cavalier appelé koursōr (au pluriel : koursores) est décrit au XIe siècle et dans les écrits militaires plus anciens. Le terme dérive du latin cursarius (de cursus : course, vitesse, zèle, ligne de progression) et il pourrait être l'origine étymologique du terme hussard, utilisé pour un type de cavaliers plus tardif. Le koursor a un rôle tactique défini mais il n'est pas sûr qu'il corresponde à un type de cavalerie particulier. Les koursores sont une cavalerie mobile de combat rapproché et il est possible qu'ils soient issus des kataphraktoi les plus légèrement armés. Ils doivent prioritairement engager la cavalerie ennemie et sont habituellement placés sur les flancs de la principale ligne de bataille. Ceux sur le flanc gauche sont appelés defensores et doivent défendre cette aile contre l'attaque de la cavalerie ennemie tandis que ceux sur l'ailde droite sont appelés prokoursatores et doivent attaquer le flanc adverse. Les cavaliers en détachement, comme ceux devant observer l'armée adverse, sont aussi appelés prokoursatores. L'hypothèse a été émise que ces cavaliers seraient armés de la même façon que les kataphraktoi lourds mais disposeraient d'une armure plus légère et monteraient des chevaux plus légers et plus rapides. Étant plus légèrement chargés, ils sont plus adaptés pour poursuivre les ennemis en fuite que les lourds cataphractaires. Sous les Comnènes, les cataphractaires les plus lourdement équipés sont souvent séparés pour former des formations de lanciers tandis que les autres, plus légèrement armés forment le corps des koursores. Un autre type de cavalerie différent des archers à cheval et de ceux possédant une lourde armure sont mentionnés par Jean Cinnamus en 1147 comme composant une sous-section de l'armée byzantine. Ils sont décrits comme « ceux qui montent des chevaux rapides ». Il semblerait qu'ils soient l'équivalent des koursores.

##### Kataphraktoi

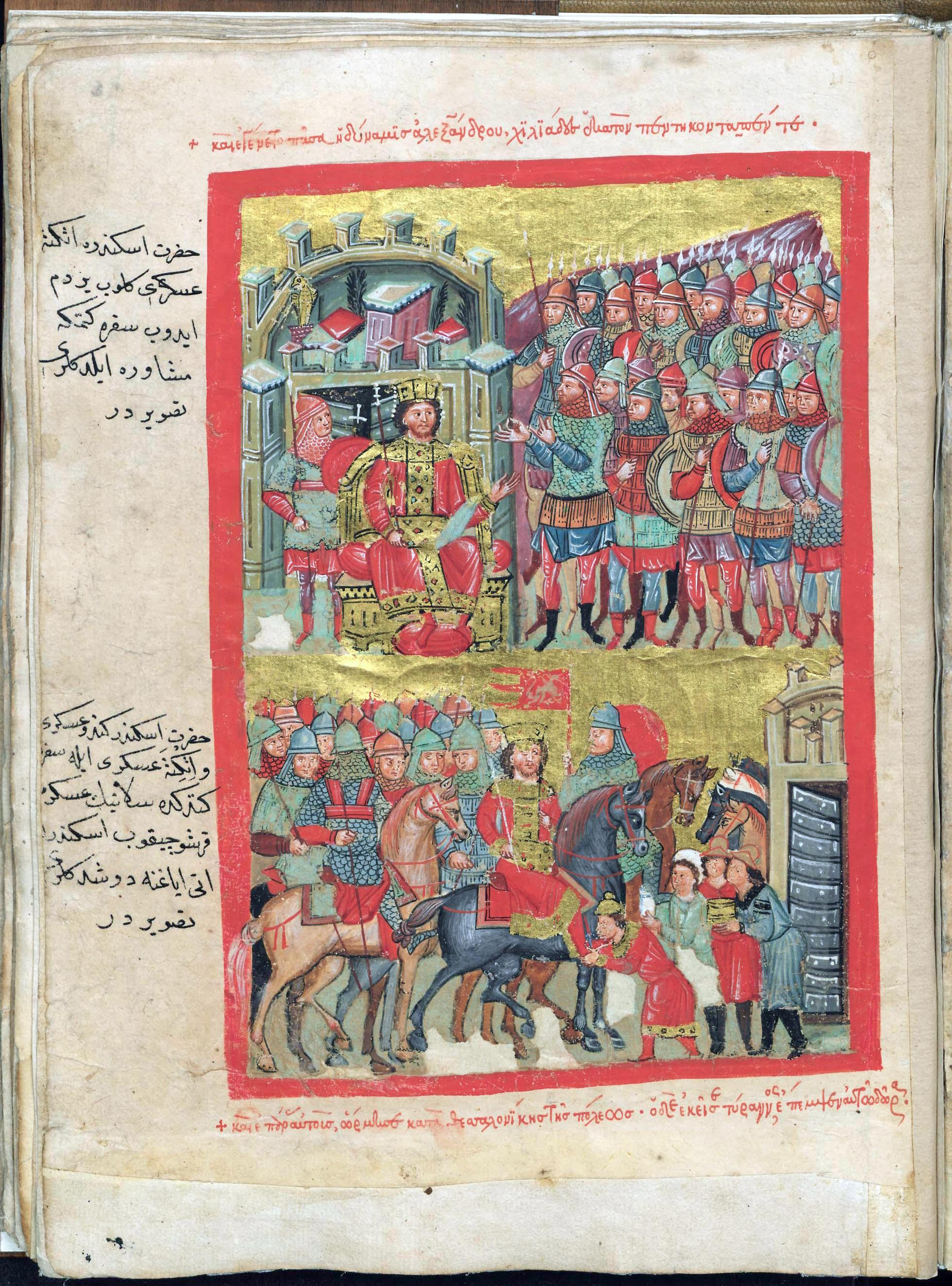
Des soldats byzantins du XIV. L'apparence générale de ces troupes ressemble à celle des soldats de l'ère Comnène. On note la présence de cataphractaires dans l'image du bas.

Les kataphraktoi (cataphractaires) byzantins se trouvent dans l' oikos impériale, dans certaines unités de la gade impériale et aussi au sein des gardes personnelles des généraux. Toutefois, la grande majorité se trouve dans les tagmata provinciales. L'efficacité militaire individuelle d'un kataphratos, notamment la qualité de leur armure et de leur monture, varie probablement fortement. Jean II et Manuel Ier ont tous les deux employés des formations de lanciers qui sont issus d'unités différentes et mélangées. Cette approche pourrait avoir été adoptée dans le but de reconcentrer une cavalerie lourde très efficace à l'image des tagmata impériales des époques précédentes. Les kataphratkoi, notamment les plus riches d'entre eux, sont les soldats byzantins possédant les plus lourdes armures. L'Alexiade relate que quand l'empereur Alexis est attaqué des deux côtés par des chevaliers normands armés de lance, son armure est si efficace qu'il ne subit aucune blessure sérieuse.
Lors du règne d'Alexis, les kataphraktoi byzantins montrent cependant qu'ils sont incapables de repousser la charge de chevaliers normands et Alexis, lors de ses campagnes plus tardives, est contraint d'utiliser des stratagèmes dans le but d'éviter d'exposer sa cavalerie lourde à de telles charges. L'armure byzantine de l'époque est probablement plus efficace que celle d'Europe occidentale, de fait, c'est une autre raison que la faiblesse de l'armure qui doit être trouvée pour expliquer les mauvaises performances de la cavalerie byzantine. Il est probable que la cavalerie lourde byzantine charge à faible allure. À la fin du XIe siècle, les Normands et d'autres Occidentaux effectuent des charges à une vitesse élevée qui leur donne un grand élan et c'est cela qui leur permet de surclasser les Byzantins. Le rôle de la technique de la lance utilisée parallèlement au sol et le développement de selles plus profondes est obscur mais pourrait avoir eu une influence considérable.
Il existe des preuves de la relative mauvaise qualité des chevaux de guerre de la cavalerie byzantine. Les Byzantins souffrent peut-être du choc considérable représenté par la perte de la Cappadoce et du nord de la Syrie, des régions fournissant traditionnellement des chevaux de qualité. Toutefois, lors du règne de Manuel Ier, les kataphraktoi byzantins sont l'égal de leurs homologues occidentaux. Bien que Manuel soit crédité par l'historien Cinnamus d'avoir introduit l'équipement et les techniques de la chevalerie latine dans sa propre cavalerie, il est probable que le processus soit bien plus progressif et commence sous le règne d'Alexis. L'adoption enthousiasme par Manuel des joutes occidentales a aussi des effets bénéfiques sur la compétence de sa cavalerie lourde. Les kataphraktos sont en effet réputés pour leur utilisation d'une masse de fer lors des mêlées.

#### Cavalerie légère
La cavalerie légère de l'armée Comnène consiste en des archers à cheval. Ces derniers se divisent en deux sortes : les tirailleurs légèrement équipés et ceux, plus lourdement équipés qui disposent d'armures et d'arcs pour tirer en rangs disciplinés. Les archers à cheval byzantins sont de la deuxième sorte. Ils tirent sur ordre souvent depuis des rangs statiques et fournissent une concentration mobile de projectiles sur le champ de bataille. Leur nombre et leur importance diminuent sous les Comnènes et sont largement remplacés par des soldats d'origine étrangère. Toutefois, en 1191, Isaac Doukas Comnène de Chypre aurait tiré des flèches à cheval contre Richard Cœur de Lion lors de la conquête de Chypre de ce dernier. Cela semble suggérer que le tir à l'arc à cheval reste une pratique militaire pratiquée au sein des plus hautes sphères de l'aristocratie byzantine. 
Les Turcs issus des royaumes seldjoukides et danichmendides de l'est et du centre de l'Anatolie, les Turcs byzantinisés et les Magyars installés dans l'empire, comme les Vardariotes, fournissent la majeure partie des archers à cheval lourds de l'armée des Comnènes. Vers la fin de la dynastie des Comnènes, des Alains sont aussi recrutés. Ces archers à cheval sont souvent très disciplinés. Les archers à cheval byzantins (appelés doryphoroi) à Sozopolis en 1120 mettent en œuvre avec succès une feinte de retraite, une manœuvre qui demande toujours la plus grande confiance et discipline et qui leur permet de prendre la cité aux dépens des Turcs. Étant donné que les archers ont souvent une armure, même légère, ils ont aussi la capacité de combattre avec des armes de mêlée dans des combats au corps à corps.
Les archers à cheval tirailleurs, souvent sans armures, sont des Petchénègues, des Coumans et des Ouzes. Ces troupes sont de très bons éclaireurs et utilisent des tactiques de harcèlement. Ils attaquent souvent en nuées et il est très difficile de les amener à combattre au corps à corps pour des troupes lourdement armées. Les archers à cheval légers sont aussi efficaces pour faire écran, empêchant l'adversaire de discerner la disposition des autres troupes (comme lors de la bataille de Sirmium).

## Développement

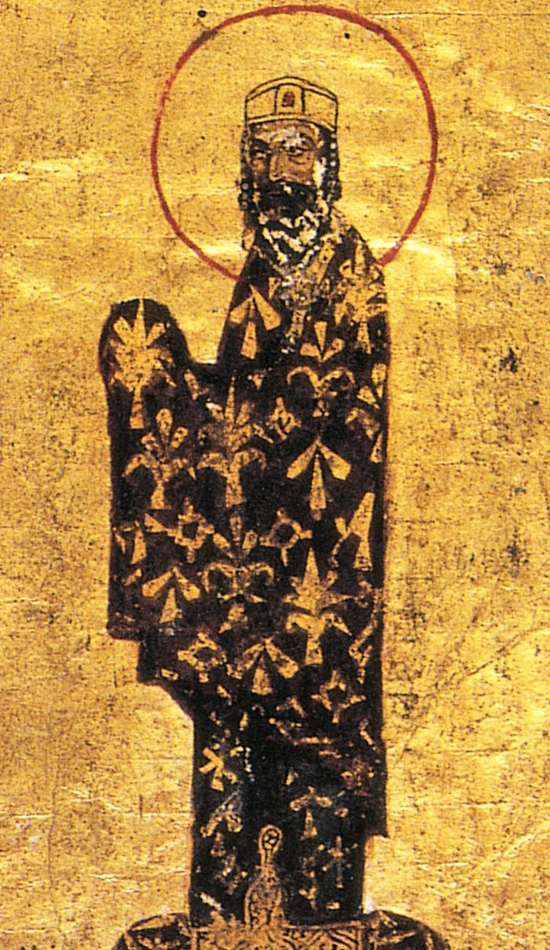
Alexis Ier joue le rôle le plus important dans le développement de l'armée des Comnènes.

À son arrivée au pouvoir, Alexis Ier hérite d'une armée qui a été soigneusement reconstituée grâce aux efforts administratifs de l'eunuque Niképhoritzès. Cette armée, si elle est réduite en raison de la perte de territoires et de revenus, est similaire dans sa nature aux armées byzantines qui se sont succédé à partir de Nicéphore II Phocas et certaines de ses unités ont des origines qui remontent à l'Empire romain. Cette armée byzantine traditionnelle, fragilisée par les guerres civiles entre 1070 et 1080, est anéantie par les Normands à Dyrrachium en 1081. Après ce désastre, Alexis pose les bases d'une nouvelle structure militaire. Il lève des troupes par des moyens ad hoc, créant le régiment des archontopouloi constitué des fils de soldats morts au combat et forçant les hérétiques pauliciens de Philippopolis à rejoindre les rangs de l'armée. Un élément important de cette armée est la place primordiale occupée par les membres de la famille étendue de l'empereur. Avant de partir en campagne contre les Petchénègues en 1090, il est rapporté que l'empereur réunit tous ses parents par la naissance ou par le mariage et tous les nobles enrôlés dans l'armée. Sous l'empire de la nécessité, une armée fondée sur un modèle dérivant de l'Antiquité classique se transforme, à l'image de l'empire tout entier, en une structure basée sur les liens familiaux. À ce moment, l'armée pouvait être décrite comme une force d'inspiration féodale tout en comprenant un nombre substantiel de mercenaires.
Plus tardivement au cours de son règne, quand il parvient à reprendre des territoires et que les conditions économiques s'améliorent, l'augmentation des revenus fiscaux permet à Alexis d'imposer l'existence d'une armée plus régulière, avec une plus grande proportion de soldats levés directement par l'État. Toutefois, la famille impériale au sens large continue de jouer un rôle déterminant. En 1107, Alexis crée un corps d'élite composé de trois cents jeunes qui aspirent au commandement. Il décide de les entraîner personnellement. Les meilleurs d'entre eux reçoivent ensuite des commandements dans l'armée. De cette manière, l'empereur améliore la qualité de ses officiers sur le terrain ainsi que le contrôle qu'il peut exercer sur eux.
Sous Jean II Comnène, une division macédonienne est maintenue et de nouvelles troupes d'origine byzantine sont recrutées dans les différentes provinces. Alors que l'Asie Mineure byzantine retrouve sa prospérité, de plus en plus de soldats y sont recrutés, depuis les provinces des Thracésiens, de Paphlagonie, de Néokastra et jusqu'à la Séleucie. Des soldats sont aussi issus des peuples vaincus comme les archers à cheval petchénègues et les Serbes qui sont transférés comme colons militaires dans la région autour de Nicomédie. Des troupes d'origine byzantine sont organisées au sein d'unités régulières et positionnées dans les provinces européennes et asiatiques. Par la suite, les armées Comnènes sont aussi renforcées par l'arrivée de contingents alliés depuis Antioche, la Serbie ou la Hongrie. Les unités sont généralement composées de deux tiers de Byzantins et d'un tiers d'étrangers et certaines regroupent des archers, de l'infanterie et de la cavalerie pour former des régiments mixtes. La stratégie menée par Jean II Comnène repose moins sur des batailles rangées que sur des sièges et la prise de forteresses, de manière à fortifier les frontières. L'empereur conduit lui-même autour de vingt-cinq sièges au cours de son règne.
L'empereur Manuel Ier Comnène est fortement influencé par les Occidentaux (deux de ses impératrices sont franques). Ainsi, au début de son règne, il équipe et entraîne la cavalerie lourde byzantine selon les principes militaires occidentaux. Il est estimé que Manuel introduit la technique de la lance couchée, l'ordre serré lors des charges rapides et il accroît l'utilisation de l'armure lourde. L'empereur prend personnellement part à des joutes issues des pratiques occidentales et ses prouesses impressionnent les observateurs occidentaux. Lors de la campagne de Myrioképhalon, Manuel organise son armée en différentes divisions qui agissent chacune comme une petite armée indépendante. Cette structure a pu être jugée comme ayant permis à la plupart des soldats byzantins de survivre à l'embuscade tendue par les Seldjoukides.
Des camps militaires permanents sont établis dans les Balkans et en Anatolie. Ils sont d'abord mentionnés lors du règne d'Alexis Ier (à Kypsella et Lopadion). Toutefois, c'est surtout Jean II qui a mis en avant les avantages de ces types de camps. En Anatolie, le principal camp est celui de Lopadion, situé sur la rivière Rhyndakus, près de la mer de Marmara. En Europe, son équivalent est celui de Kypsella en Thrace et d'autres se situent à Sofia et à Pélagonie, à l'ouest de Thessalonique. Manuel Ier rebâtit Dorylée sur le plateau anatolien pour s'en servir lors de sa campagne de Myrioképhalon en 1175-1176. Ces fortifications qui apparaissent comme des innovations des empereurs de la dynastie des Comnènes, pourraient être des formes plus développées des aplekta plus anciens, qui étaient des forts établis à proximité des voies de communication, et qui ont pu jouer un rôle dans l'amélioration des forces byzantines à cette époque. Les camps des Comnènes servent pour l'entraînement des troupes et pour la préparation des armées aux difficultés des campagnes. Ils fonctionnent aussi comme centres d'approvisionnement et points de transit lors des mouvements de troupes, ainsi que de lieux de concentration pour les armées en campagne. Enfin, il a été suggéré que les régions autour de ces bases militaires sont très probablement des zones affectés à la pronoia.

## Héritage

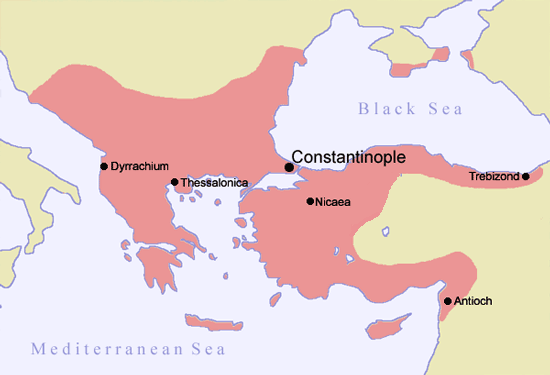
L'Empire byzantin en 1180, à la mort de Manuel Ier Comnène.

L'armée byzantine sous les Comnènes est une force efficace et résiliente qui repose sur la direction d'un empereur compétent. Après la mort de Manuel Ier en 1180, cette compétence disparaît car Alexis II Comnène, le nouvel empereur, n'est encore qu'un enfant et l'usurpateur Andronic Ier Comnène tente ensuite de briser le pouvoir de l'aristocratie qui fournit les cadres de l'armée. 
La dynastie des Anges ne s'avère également pas en mesure de diriger l'Empire aussi efficacement que les Comnènes. Cette faiblesse du gouvernement de l'Empire entraîne l'effondrement du système issu des Comnènes, basé sur la famille impériale au sens large. Les intérêts régionaux d'une aristocratie puissante s'expriment de plus en plus au travers de rébellions armées et de sécessions. Une méfiance mutuelle apparaît entre l'aristocratie et la bureaucratie de la capitale et ces deux facteurs perturbent et affaiblissent l'Empire byzantin,. 
Quand Constantinople tombe en 1204, au moment de la Quatrième Croisade, les États byzantins qui survivent sont le despotat d'Épire, l'empire de Nicée et l'empire de Trébizonde. Tous reprennent les structures militaires de la dynastie des Comnènes. Leurs succès, notamment ceux de l'empire de Nicée qui reprend progressivement le terrain perdu (reconquête de Constantinople en 1261) peuvent être vus comme des exemples d'efficacité de ce modèle militaire. Toutefois, les armées byzantines qui se succèdent, ne peuvent rivaliser avec l'armée mise en ligne du XIIe siècle.

### Sources primaires
- (en) Nicétas Choniatès, O City of Byzantium : Annals of Niketas Choniates, Détroit, Wayne state university press, 1984, 441 p. (ISBN 978-0-8143-1764-8, BNF 34834762)
- (en) Jean Cinnamus, Deeds of John and Manuel Comnenus, Columbia University Press, 1976

### Sources secondaires
- (en) Michael Angold, The Byzantine Empire 1025-1204, Harlow, Longman, 1984, 2e éd., 374 p. (ISBN 978-0-582-29468-4)
- (en) Mark C. Bartusis, The Late Byzantine Army : Arms and Society 1204-1453, Philadelphie, University of Pennsylvania Press, coll. « The Middle Ages series », 1997, 438 p. (ISBN 978-0-8122-1620-2, lire en ligne)
- (en) John W. Birkenmeier, The Development of the Komnenian Army : 1081–1180, Leiden ; Köln ; Boston, Brill, coll. « History of warfare » (no 5), 2002, 263 p. (ISBN 978-90-04-11710-5, présentation en ligne)
- (en) Sigfús Blöndal, The Varangians of Byzantium : an aspect of Byzantine military history, Cambridge, Cambridge University Press, 1978, 242 p. (ISBN 978-0-521-21745-3 et 978-0-521-03552-1, lire en ligne)
- (en) Raffaele D'Amato (ill. Giuseppe Rava), The Varangian Guard 988-1453, Osprey, coll. « Men at arms series » (no 459), 2010, 48 p. (ISBN 978-1-84908-179-5)
- (en) Timothy Dawson, Byzantine Infantryman. Eastern Roman Empire c.900–1204, Osprey, 2007, 64 p. (ISBN 978-1-84603-105-2)
- (en) Timothy Dawson, Byzantine Cavalryman. c.900–1204, Osprey, 2009 (ISBN 978-1-84908-090-3)
- (en) George T. Dennis, Byzantine Heavy Artillery : The Helepolis, The Catholic University of America, 1999
- (en) John F. Haldon, Warfare, State and Society in the Byzantine World, 565–1204, Londres, Routledge, 1999 (ISBN 978-1-85728-494-2, BNF 38805268)
- (en) Ian Heath et Angus McBride, Byzantine Armies : 886-1118, Osprey Publishing, 1979 (ISBN 978-0-85045-306-5)
- (en) Ian Heath et Angus McBride, Byzantine Armies : AD 1118–1461, Osprey Publishing, 1995, 48 p. (ISBN 978-1-85532-347-6).
- (en) Angeliki E. Laiou et Roy Parviz Mottahedeh (dir.), The Crusades from the Perspective of Byzantium and the Muslim World, Washington, D.C., Dumbarton Oaks Research Library and Collection, 2001, 297 p. (ISBN 978-0-88402-277-0, lire en ligne)
- (en) Paul Magdalino, The Empire of Manuel I Komnenos, 1143–1180, Cambridge University Press, 2002, 584 p. (ISBN 978-0-521-52653-1)
- (en) David Nicolle, Medieval Warfare Source Book Vol. II, Arms & Armour, 1996, 320 p. (ISBN 978-1-86019-861-8)
- (en) John Julius Norwich, Byzantium : The Decline and Fall, Penguin Books, 1995, 488 p. (ISBN 978-0-14-011449-2)
- (en) Jonathan Phillips, The Fourth Crusade and the Sack of Constantinople, Penguin Books, 2005, 374 p. (ISBN 978-0-14-303590-9)
- (en) Warren Treadgold, A History of the Byzantine State and Society, Stanford (Calif.), Stanford University Press, 1997, 1019 p. (ISBN 978-0-8047-2630-6, BNF 40019557)
- (en) Warren Treadgold, A Concise History of Byzantium, Palgrave MacMillan, 2002, 287 p. (ISBN 978-0-333-71830-8)
- Louis Bréhier, Les Institutions de l'Empire byzantin, Albin Michel, coll. « L'Evolution de l'humanité », 1970
- Jean-Claude Cheynet, « Les effectifs de l’armée byzantine (Xe-XIIe s.) », Cahiers de civilisation médiévale, vol. 38,‎ 1995, p. 319-335
- Jean-Claude Cheynet, Le monde byzantin, t. 2 : L' empire byzantin, 641-1204, Paris, PUF, coll. « Nouvelle Clio », 2007, 544 p. (ISBN 978-2-13-052007-8)
- Jean-Claude Cheynet, « La conception militaire de la frontière orientale (IXe – XIIIe siècles) », dans Eastern Approches to Byzantium, Aldershot, 2001
- Elisabeth Malamut, Alexis IerComnène, Paris, Ellipses, 2007, 526 p. (ISBN 978-2-7298-3310-7, BNF 41030487)